# Reunión de Israel
La Reunión de Israel (en hebreo: קיבוץ גלויות, Kibbutz Galuyot, Qibbuṣ Galuyoth en hebreo bíblico, lit. Reunión de los exiliados, también conocida como la Reunión de la diáspora judía) es la promesa bíblica de Deuteronomio 30:1-5 dada por Moisés al pueblo de Israel antes de su entrada en la Tierra de Israel (Eretz Israel). Él anticipó que el pueblo de Israel pecaría en su nueva tierra y, por lo tanto, serían exiliados. Sin embargo, también previó el retorno de la gente a su tierra natal. Durante los días del exilio babilónico, los escritos de los profetas Isaías y Ezequiel animaron al pueblo de Israel con la promesa de una futura reunión de los exiliados en la tierra de Israel. La esperanza continua de un retorno de los exiliados israelitas a su tierra ha estado en el corazón de los judíos desde la destrucción del Segundo Templo.
Maimónides conectó su materialización con la venida del Mesías judío. La reunión de los exiliados en la tierra de Israel se convirtió en la idea central del Movimiento Sionista y fue la idea central de la Declaración de Independencia de Israel (Meguilat Ha'atzmaut), encarnada por la idea de ascender y hacer aliá, ya que el hecho de emigrar a la Tierra de Israel tiene un significado espiritual muy elevado para el pueblo judío que está en el Galut. La inmigración de judíos al Estado de Israel, la ola «masiva» de aliot (plural), se ha comparado con el Éxodo y con la salida de las 12 Tribus de Israel del Antiguo Egipto.

## Promesa de Moisés
En las últimas partes del libro de Deuteronomio, cuando la muerte de Moisés se acercaba, profetizó acerca del destino del pueblo de Israel. No sería prometedor: maldiciones caerían sobre ellos y se irían al exilio, pero cuando después regresaran a su tierra natal, su situación sería tan buena como lo había sido en el pasado, y así dijo Moisés:
Sucederá que cuando hubieren venido sobre ti todas estas cosas, la bendición y la maldición que he puesto delante de ti, y te arrepintieres en medio de todas las naciones adonde te hubiere arrojado YHWH tu Dios, y te convirtieres a YHWH tu Dios, y obedecieres a su voz conforme a todo lo que yo te mando hoy, tú y tus hijos, con todo tu corazón y con toda tu alma, entonces YHWH hará volver a tus cautivos, y tendrá misericordia de ti, y volverá a recogerte de entre todos los pueblos adonde te hubiere esparcido YHWH tu Dios. Aun cuando tus desterrados estuvieren en las partes más lejanas que hay debajo del cielo, de allí te recogerá YHWH tu Dios, y de allá te tomará; y te hará volver YHWH tu Dios a la tierra que heredaron tus padres, y será tuya; y te hará bien, y te multiplicará más que a tus padres.
—Deuteronomio 30:1-5
En el proceso de la reunión de los desterrados de Israel, Moisés enfatiza los puntos de partida:
1. Siguiendo las condiciones vinculadas a «te convirtieres a YHWH tu Dios».
2. Los exiliados de «las partes más lejanas que hay debajo del cielo» también volverán.
3. La situación mejorará después de la reunión de los exiliados de Israel en la tierra de Israel: «y [YHWH] te hará bien, y te multiplicará más que a tus padres».

## Promesas de los profetas
Los profetas anunciaron después de la destrucción del primer templo, el Templo de Salomón, a los exiliados de Babilonia el retorno del exilio, reiterando las palabras de Moisés. El profeta Isaías dice:
Asimismo acontecerá en aquel tiempo, que YHWH alzará otra vez su mano para recobrar el remanente de su pueblo que aún quede en Asiria, Egipto, Patros, Etiopía, Elam, Sinar y Hamat, y en las costas del mar. Y levantará pendón a las naciones, y juntará los desterrados de Israel, y reunirá los esparcidos de Judá de los cuatro confines de la tierra.
—Isaías 11:11-12
El profeta Jeremías dice:
Y seré hallado por vosotros, dice YHWH, y haré volver vuestra cautividad, y os reuniré de todas las naciones y de todos los lugares adonde os arrojé, dice YHWH; y os haré volver al lugar de donde os hice llevar.
—Jeremías 29:14
El profeta Ezequiel, quien ya vivía en el exilio, dice:
Como incienso agradable os aceptaré, cuando os haya sacado de entre los pueblos, y os haya congregado de entre las tierras en que estáis esparcidos; y seré santificado en vosotros a los ojos de las naciones. Y sabréis que yo soy YHWH, cuando os haya traído a la tierra de Israel, la tierra por la cual alcé mi mano jurando que la daría a vuestros padres.
—Ezequiel 20:41-42

## Bendición sobre la Kibutz Galuyot
Los sabios rabínicos judíos, Jazal, incluyeron la «bendición sobre la Kibutz Galuyot» entre los trece bendiciones de la Amidá, la oración central de la liturgia judía. Es la primera bendición en la que se hace un llamamiento en relación con temas relativos a la nacionalidad judía y la restauración de la existencia de la nación hebrea como Estado independiente, siendo las demás Birkat HaDin («Bendición sobre la justicia»), Bo'neh Yerushalayim («Bendición sobre la reconstrucción de Jerusalén») y Birkat David («Bendición sobre la dinastía davídica»).

## Maimónides y otros estudiosos judíos
En «Ley de Reyes», Maimónides escribió:

1. En el futuro, el Rey Mashiaj se levantará y renovará el Reino Davídico, restaurando su soberanía inicial. Él reconstruirá el Beit HaMikdash y reunirá al remanente disperso de Israel. Entonces, en sus días, todos los estatutos serán restablecidos como en los tiempos anteriores; se ofrecerán los sacrificios y se observarán los años sabáticos y los jubileos según todos los detalles ordenados por la Torá.
2. Quienquiera que no cree en él, o no espera su venida, no sólo niega a los otros profetas, sino también a la Torá y a Moshé, nuestro maestro. La Torá atestigua su venida, diciendo:
«entonces el Eterno hará volver a tus cautivos, y tendrá misericordia de ti, y volverá a recogerte de entre todos los pueblos [...]. Aun cuando tus desterrados estuvieren en las partes más lejanas que hay debajo del cielo, de allí te recogerá el Eterno tu Dios, y de allá te tomará; y te hará volver el Eterno tu Dios a la tierra que heredaron tus padres, y será tuya; y te hará bien, y te multiplicará más que a tus padres [...]» (Deuteronomio 30:3-5).
Estas palabras explícitas de la Torá incluyen todo lo que fue dicho por todos los profetas.
—Maimónides. Mishné Torá. «Ley de Reyes» 11:1-2.
De acuerdo con Maimónides, de todas las tareas atribuidas al mesías, la Torá atestigua una: «entonces el Eterno hará volver a tus cautivos», la reunión de los exiliados de Israel, una Kibutz Galuyot. El Mesías es quien reúne a los exiliados de Israel.

### Otros estudiosos judíos
Otros eruditos judíos ven esto de manera diferente de Maimónides. Ellos argumentan que la Torá atestigua un período, no una persona, el periodo en el que el pueblo de Israel vuelva a su tierra, la tierra de Israel. El acto de reunión de los exiliados de Israel en la tierra de Israel, una Kibutz Galuyot, traerá consigo la llegada del Mesías, mientras que la mano de Dios está en los acontecimientos de la creación del Estado de Israel, evidentemente Maimónides representa una realidad diferente, si bien se ven sus escritos como una forma de aprender la importancia del papel del Mesías, ya que él era un erudito y no un profeta, y no pudo contemplar la creación del Estado de Israel.
El rabino Zvi Yehuda HaCohen Kook, uno de los líderes del Movimiento Sionista Religioso, utilizó una cita del libro de responsa Yeshuot Malko, del rabino Israel Yehoshua, en conjunto con la Aliyá (10:66): «No hay duda de que esta es una Mitzvá (mandamiento de la Torá) superior, debido a que el encuentro es una Atjalta De'gueulah (‹el comienzo de la redención›), como lo atestigua [el profeta]: ‹Yo reuniré a los dispersos de Israel, los juntaré por medio de sus congregados› (Isaías 56:8), y véase Yebamoth, página 64: ‹la presencia divina no descansa con menos de dos millares de israelitas›; y especialmente debido a que hoy en día hemos visto un gran deseo, tanto en los hombres de menor importancia, los mediocres, y en los rectos de corazón, que muy probablemente vamos a brillar con el espíritu de la salvación, formar parte de los afortunados ‹congregados› que toman parte en ‹reunir a los dispersos›».
El judaísmo jaredí y el movimiento Jabad toman los escritos de Maimónides literalmente: el Mesías está asignado a la misión de completar la reunión de los dispersos de Israel. Hasta entonces, la comunidad judía que vive en Israel se define como una diáspora en Israel, a pesar de que dan su consentimiento al Estado judío de Israel, y consideran las ventajas del mismo.

## Los términos de la nacionalidad judía
1. La Declaración de Ciro (538 a. C.), en Esdras 1:3. De acuerdo con la fuente bíblica, Ciro el Grande exhortó a los judíos a implementar la reunión de los exiliados de Israel, una Kibbutz Galuyot, a través de sus conquistas; y no solamente para vivir allí, sino también para reconstruir el templo en Jerusalén (Beit HaMikdash) que fue destruido:
Quien haya entre vosotros de su pueblo, sea Dios con él, y suba (va'Yaal/Aliyá) a Jerusalén que está en Judá, y edifique la casa a YHWH Dios de Israel (él es el Dios), la cual está en Jerusalén.
2. Napoleón, en su Proclama a los judíos de Asia y África (1799), de manera implícita sugiere la reconstrucción del Templo de Jerusalén, que había sido destruido por segunda vez:
Bonaparte ha publicado una proclama en la que invita a todos los judíos de Asia y África a reunirse bajo su bandera con el fin de restablecer la antigua Jerusalén. Él ya ha dado armas a un gran número, y sus batallones amenazan Alepo.
Sin embargo, el investigador francés Henry Laurens sostiene que la proclamación nunca tuvo lugar y que el documento que supuestamente prueba su existencia es una falsificación.
3. La Declaración Balfour de 1917, una manifestación formal del gobierno británico, afirma:
El Gobierno de Su Majestad contempla con beneplácito el establecimiento en Palestina de un hogar nacional para el pueblo judío y hará uso de sus mejores esfuerzos para facilitar la realización de este objetivo, entendiéndose claramente que no se hará nada que pueda perjudicar los derechos civiles y religiosos de las comunidades no judías existentes en Palestina, o los derechos y el estatus político de los judíos en cualquier otro país.

## La visión sionista
El Primer Congreso Sionista de la Organización Sionista Mundial (OSM), reunido en Basilea en agosto de 1897, adoptó la plataforma sionista, que llegó a ser conocido como el Programa de Basilea, que estipula el siguiente objetivo: «El sionismo pretende establecer una patria para el pueblo judío en Eretz Israel garantizada por el derecho público», es decir, en aras de la reunión de los exiliados a la tierra de Israel, una Kibbutz Galuyot.
La intensa participación del Movimiento Sionista desde entonces en el transporte de judíos inmigrantes legales y no legales (este segundo tipo es también conocido como Aliyá Bet) a la tierra de Israel, da fe de la importancia que atribuyeron a ese objetivo.
Aliyá Bet (principalmente conocida en hebreo como HaHa'apala, ההעפלה), es la entrada ilegal de judíos a la tierra de Israel bajo las leyes del mandato británico, incluso durante la Segunda Guerra Mundial y el Holocausto. El Aliyá Bet fue organizado por el Yishuv (asentamiento judío en la tierra de Israel antes del establecimiento de Israel como un país) a partir de 1934, hasta que el Estado de Israel fue establecido en 1948. El Aliyá Bet fue realizado por el Mossad Le'aliyah Bet, una rama de la Asociación Judía de Defensa (la Haganá), la organización paramilitar que se convertiría en las Fuerzas de Defensa de Israel (FDI). Durante los 14 años de actividad del Aliyá Bet, 115.000 judíos hicieron Aliyá a la tierra de Israel.
El término Aliyá Bet está compuesto de la palabra hebrea Aliyá, es decir, la inmigración judía (individual o un grupo) a la tierra de Israel, y la letra hebrea Bet, la segunda letra del alfabeto hebreo. Su uso es análogo al del término «Plan B». En relación con ello, el transporte ilegal de inmigrantes se estaba llevando a cabo simultáneamente con la inmigración judía legal a la tierra de Israel permitida por el mandato británico. El Mandato intentó limitar el número de certificados de inmigración de una manera que contradecía los objetivos nacionales de la comunidad judía que vivía allí. El Aliyá Bet comenzó modestamente a mediados de la década de los años treinta. La mayoría de los inmigrantes judíos, los olim, llegaron después de la Segunda Guerra Mundial y el Holocausto.
El Aliyá Bet o HaHa'apala, fue realizado en varios métodos:
1. A través del mar (el método principal).
2. A través de rutas terrestres (principalmente a través de Irak y Siria).
3. A través del aire (este método se inició en 1947-48, cuando dos aviones aterrizaron en el pueblo de Yavne'el, en la Baja Galilea, como parte de la «Operación Michaelberg»; desafiando a las autoridades británicas del Mandato. El primer avión llevó a los inmigrantes judíos desde Irak en agosto y septiembre de 1947. El segundo voló desde el sur de Italia).[10]

## El Estado de Israel
La idea de la reunión de los exiliados de Israel en la tierra de Israel (un Kibbutz Galuyot) fue la base para el establecimiento del Estado de Israel. Después del Holocausto, la Asamblea General de las Naciones Unidas, en su proceso de toma de decisiones sobre el Plan de Partición de las Naciones Unidas para Palestina, percibió que esta idea era la razón para adoptar la decisión sobre un Estado judío. Las expresiones de anhelo de la reunión de los exiliados de Israel en la tierra de Israel pueden encontrarse en la Oración por el Estado de Israel, que fue escrita por los Grandes Rabinos de Israel durante los primeros años de la existencia de Israel. Los cuerpos de autoridades de Israel han expresado su opinión sobre este asunto al aprobar la Ley del Retorno, que otorga a todo judío el derecho de hacer aliá a la tierra de Israel.

### Oración por el Estado de Israel
La Oración por el Estado de Israel, es una oración que es recitada en el Shabat judío y las fiestas judías en las sinagogas, por los judíos que viven en Israel y en todo el mundo. La oración apela a Dios para que bendiga la tierra de Israel, para ayudar a sus líderes, y un llamamiento usando las palabras de Moisés:
Líbranos, con rapidez y rectitud, a Sión, tu ciudad, y a Jerusalén, la morada de tu nombre, como está escrito en la Torá de tu siervo Moisés: Aun cuando tus desterrados estuvieren en las partes más lejanas que hay debajo del cielo, de allí te recogerá el Eterno tu Dios, y de allá te tomará; y te hará volver el Eterno tu Dios a la tierra que heredaron tus padres, y será tuya; y te hará bien, y te multiplicará más que a tus padres.
La oración se recita comúnmente en las sinagogas del judaísmo religioso sionista y conservador, pero generalmente no en las sinagogas Haredi.

### Ley del Retorno
La Ley del Retorno (en hebreo: חוק השבות, Hok ha-shvut) es una ley aprobada en 1950, en memoria del Holocausto, permite a cada judío el derecho de hacer Aliyá al Estado de Israel y recibir un certificado de Aliyá, que otorga inmediatamente al titular del certificado la ciudadanía israelí. Esto se deriva de la identidad de Israel como el Estado judío, que está conectado con la idea de la reunión de Israel.

### Día de la Aliá
El Yom HaAliyah (Día de la Aliá) (en hebreo: יום העלייה) es una nueva fiesta nacional israelí oficialmente aprobada en la ley el 21 de junio de 2016. Yom HaAliyah se celebrará anualmente el décimo del mes hebreo de Nisán (en hebreo: י’ ניסן). El día se estableció para reconocer la Aliyá, la inmigración al estado judío, como un valor fundamental del Estado de Israel, y honrar las contribuciones de los olim a la sociedad israelí.